# Nandus meni
Nandus meni — вид риб з роду нандус, що мешкає в районі дельти річки Меґхна в Бангладеш, в округах Лакшміпур, Ноакхалі та Фені. Риби були виявлені 2012 року серед улову місцевих рибалок. Близько 100 живих екземплярів цього виду було досліджено в лабораторії Інституту морських наук і рибальства в Університеті міста Читтагонг.
Загальна довжина досліджених риб становила 114,1-142,4 мм, стандартна довжина тіла (без хвостового плавця) — 94,1-117,3 мм, висота тіла на рівні анального отвору — 30,3 % стандартної довжини. Nandus meni має доволі велику голову, довжина якої становить 40,4 % стандартної довжини; довжина рила складає 31,2 % довжини голови, а діаметр очей 18,9 % довжини голови. Зяброві дуги мають V-подібну форму.
Спинний, анальний і черевні плавці, крім м'яких, мають тверді промені, розташовані в їх передній частині. Формула плавців виглядає так: спинний — 13 твердих і 11-13 м'яких променів, грудні — 9-11 променів, черевні — 1 твердий і 7-13 м'яких променів, анальний — 3 твердих і 7-18 м'яких променів, хвостовий — 13-15 променів.
Бічна лінія розірвана і складається з двох частин. Уздовж неї розташовано 53 луски. Луска ктеноїдна, майже однакова за розміром по всьому тілу, попередні луски накладаються на ті, що знаходяться за ними.
Основне забарвлення зеленкувате, окремі темні плями нерегулярно розкидані по всьому тілу. Виразна темна пляма розташована на хвостовому стеблі. Нижня (черевна) частина тіла світліша за верхню. Грудні плавці оранжево-жовтого кольору. Групи темних плямочок на спинному, анальному, черевних і хвостовому плавцях вишикувані в поперечні смужки.
Від решти представників роду Nandus meni відрізняється зеленкуватим кольором забарвлення, відносно малими очима, увігнутою черевною частиною тіла, формою зябрових дуг і темною плямою на хвостовому стеблі.
Вид зустрічається у різноманітних прісних водоймах: ставках, каналах, канавах, залитих водою рисових полях, на болотах і в заболочених ділянках річок. Це доволі витривалі риби, які можуть жити в брудній воді. Фізико-хімічні параметри води, де вони мешкають, є такими: температура 18-28°С, pH 6,5-7,5, вміст кисню 4,5-5,0 мг/л, прозорість 45-60 см для шару води 1,0-1,8 м. Харчуються комахами, водоростями і невеликими рибами.